# Gyál
Gyál je mesto na Madžarskem, ki upravno spada v podregijo Gyáli Županije Pešta.